# Olga Kucherenko
Olga Sergueïevna Koutcherenko (en russe : Ольга Сергеевна Кучеренко, transcription anglaise : Olga Kucherenko ; née le 5 novembre 1985) est une athlète russe spécialiste du saut en longueur.

## Carrière
Elle se distingue en début de saison 2009 en devenant championne de Russie en salle puis en remportant la médaille de bronze des Championnats d'Europe en salle de Turin avec un bond à 6,82 m. Deuxième des Championnats d'Europe par équipes derrière la Portugaise Naide Gomes, la Russe prend la cinquième place des Championnats du monde 2009 en réalisant 6,77 m à son troisième essai.
En 2010, à Sotchi, Olga Koutcherenko dépasse pour la première fois de sa carrière la limite des 7 mètres en établissant la marque de 7,13 m avec un vent favorable de 2,0 m/s, établissant ainsi la meilleure performance mondiale de l'année. Le 4 juin 2010 à Oslo, elle remporte le premier meeting du circuit de la Ligue de diamant avec 6,91 m. Elle monte sur la troisième marche du podium des Championnats d'Europe de Barcelone (6,84 m) derrière Ineta Radeviča et Naide Gomes. 
Olga Kucherenko se classe deuxième des Championnats du monde 2011 de Daegu avec la marque de 6,77 m, s'inclinant de 5 cm face à l'Américaine Brittney Reese. En début de saison 2012, à Krasnodar, elle porte son record personnel en salle à 6,91 m. L'année suivante, le 20 janvier 2013, au même endroit, elle améliore son record personnel et saute pour la première fois 7,00 m en salle.

## Palmarès
| Date | Compétition                       | Lieu      | Résultat | Marque     |
| ---- | --------------------------------- | --------- | -------- | ---------- |
| 2009 | Championnats d'Europe en salle    | Turin     | 3e       | 6,82 m     |
| 2009 | Championnats d'Europe par équipes | Leiria    | 2e       | 6,73 m     |
| 2009 | Championnats du monde             | Berlin    | 4e       | 6,77 m     |
| 2010 | Championnats d'Europe par équipes | Bergen    | 2e       | 6,67 m     |
| 2010 | Championnats d'Europe             | Barcelone | 3e       | 6,84 m (w) |
| 2011 | Championnats du monde             | Daegu     | —        | DQ         |
| 2013 | Championnats d'Europe en salle    | Göteborg  | —        | DQ         |
| 2013 | Championnats du monde             | Moscou    | —        | DQ         |

## Records
| Épreuve   | Performance | Lieu      | Date            |
| --------- | ----------- | --------- | --------------- |
| Plein air | 7,13 m      | Sotchi    | 27 mai 2010     |
| En salle  | 7,00 m      | Krasnodar | 15 janvier 2008 |